# Крон, Бернардус

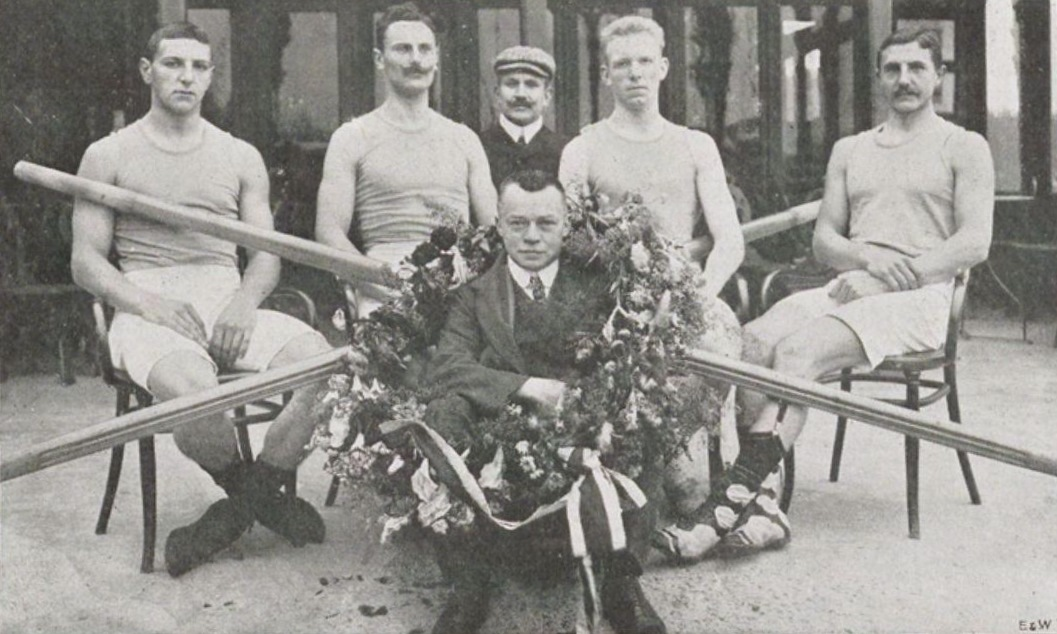
Команда «Амстел» в 1907 году: Крон, Вилсма, тренер Омс, Бюрк, Хёфте и штурман Янсен

Бернардус Германус (Бен) Крон (нидерл. Bernardus Hermanus "Ben" Croon; 11 мая 1886, Амстердам — 30 января 1960, там же) — нидерландский гребец, бронзовый призёр летних Олимпийских игр 1908.
В начале своей спортивной карьере играл за футбольные команды «Аякс» и АФК.

## Ранние годы
Бен Крон родился 11 мая 1886 года в Амстердаме, в семье Бернардуса Германуса Крона и его жены Фроники Катарины де Врис, и был вторым ребёнком в семье из четырёх детей. У него был брат и две сестры, а также сводные братья и сёстры от предыдущего брака отца. Его отец в 1876 году основал электротехническую компанию «Croon & Co», которая ныне известна как «Croon Elektrotechniek».

## Спортивная карьера
В возрасте шестнадцати лет Крон стал членом футбольного клуба «Аякс». На тот момент он жил в центральной части города на улице Марникстрат 401, а позже переехал на улицу Рокин 154. В 1903 году Крон стал судить матчи амстердамского футбольного союза, тем не менее в конце 1904 года он стал играть за второй состав «Аякса».
Через год Бен уже выступал за основной состав клуба, который на тот момент выступал во втором классе Нидерландов. В первой команде Крон играл в период с 1904 по 1908 год, однако он оставался членом клуба до августа 1912 года. С 1908 года Бен стал выступать за клуб АФК, но позже вернулся в резерв «Аякса».
Помимо футбола, Бен занимался греблей и был членом клуба «Амстел». На играх 1908 года в Лондоне Крон входил в экипаж четвёрок Нидерландов. Его команда проиграла свою единственную гонку команде Великобритании, но несмотря на это, она разделила третье место и получила бронзовые медали.

## Личная жизнь
Как и отец Крон работал в сфере электротехники. Бернардус был женат дважды. Его первой супругой была Каролина София Легел, от которой у него было трое детей: сын и две дочери. Во второй раз он женился в апреле 1944 года — его женой стала 66-летней Сюзанна Герардина Эмма Тетхоф, уроженка Лейдена.